# Atentado del World Trade Center de 1993
El atentado terrorista al World Trade Center de 1993 fue un ataque terrorista en el complejo World Trade Center de Nueva York. Fue cometido el viernes 26 de febrero de 1993 a las 12:17 del mediodía en los aparcamientos de la Torre Norte (WTC 1), situados en el subsuelo del complejo por debajo del World Trade Center, con un camión que portaba 680 kg de explosivos. 
Tenían como objetivo estallar 1336 libras (606 kg) de gas en la torre norte y que ésta impactara en la torre sur derribando ambas torres para causar centenas de muertos. El atentado falló y finalmente asesinaron a seis personas e hirieron a 1042. La explosión abrió un agujero de treinta metros de profundidad en el aparcamiento de la torre atravesando cuatro niveles de hormigón. En la época, centenares de personas quedaron atrapadas en las oficinas y fueron rescatadas por el FDNY.
El atentado fue planeado por un grupo de conspiradores incluyendo a Ramzi Yousef, Sheik Omar Abdel-Rahman, El Sayyid Nosair, Mahmud Abouhalima, Mohammad Salameh, Nidal Ayyad, Ahmad Ajaj y Abdul Rahman Yasin. Habían recibido financiamiento de un miembro de Al Qaeda que operaba en Afganistán, Khaled Shaikh Mohammed, tío de Yousef.
En marzo de 1994 cuatro hombres fueron declarados culpables del atentado: Abouhalima, Ajaj, Ayyad y Salameh. Los cargos incluían conspiración, destrucción explosiva de una propiedad y traslado interestatal de explosivos. En noviembre de 1997, dos hombres más fueron declarados culpables: Ramzi Yousef, la mente maestra detrás del atentado y Eyad Ismoil, quien conducía el camión que transportaba las bombas.

## Autoría

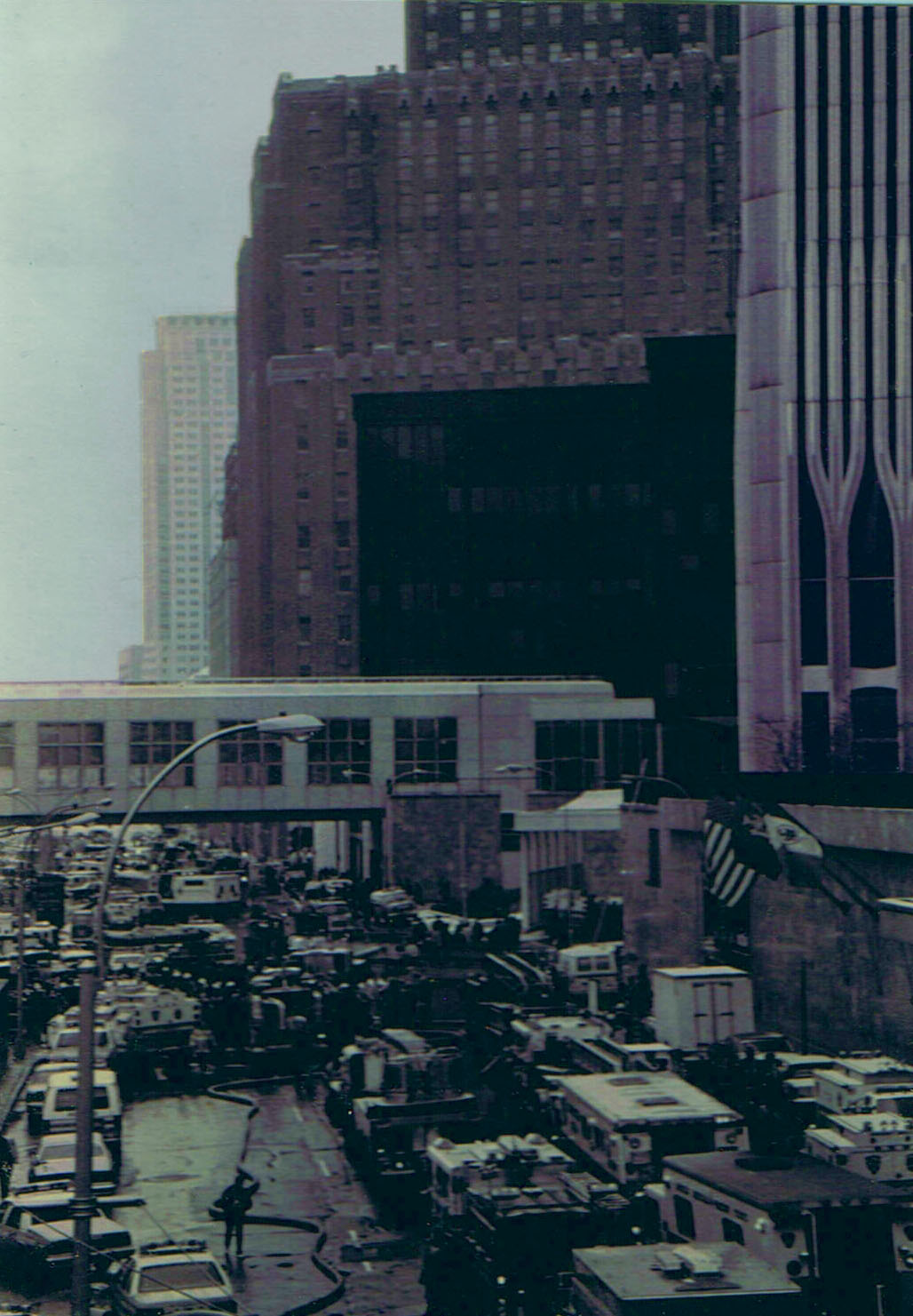
Vehículos de emergencia tras el ataque terrorista.

Desescombro de los restos.

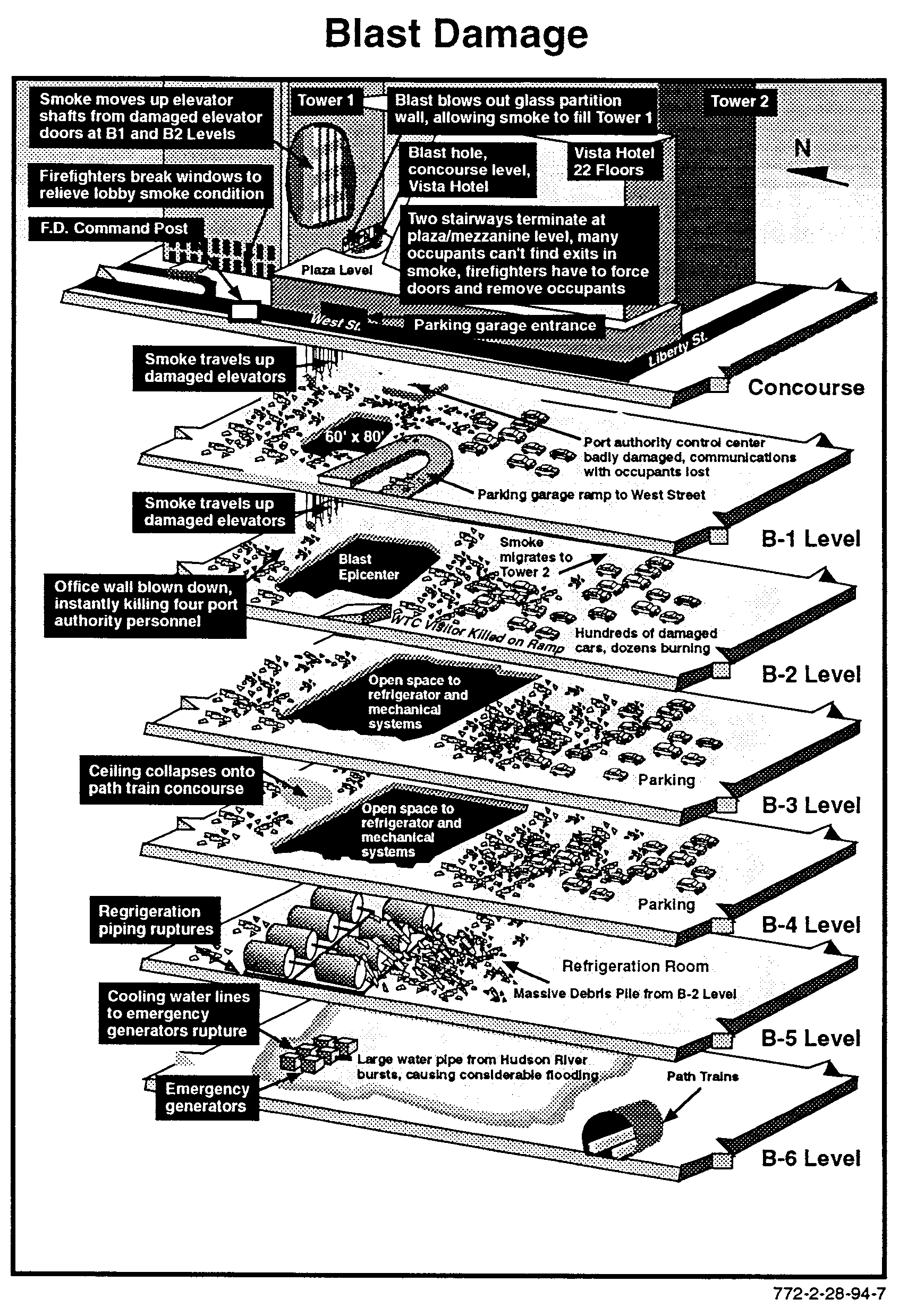
Gráfico que representa los daños provocados.

Durante un tiempo se pensó que el autor fue Pablo Escobar líder del Cartel de Medellín.[cita requerida] Más adelante se confirmó que sus autores fueron Abdul Rahman Yasin y Ramzi Ahmed Yousef, terroristas yihadistas. Yousef ayudó a planear el atentado del New York World Trade Center (WTC) en febrero de 1993, que tras este, huyó de los Estados Unidos, pero fue capturado y condenado por un jurado en Nueva York el 12 de noviembre de 1997. Abdul Rahman Yasin fue el único participante del atentado que logró escapar a Irak, vivió como un hombre libre hasta que en 1994 fue encarcelado por las autoridades de Irak, y finalmente le concedieron la libertad por revelar nombres y direcciones de sospechosos.

## Víctimas
Un total de seis víctimas perecieron en el atentado: Monica Rodriguez Smith, una secretaria de treinta y cinco años de edad que se casó con Edward Smith el 31 de agosto de 1990 e iba a tener un hijo, Eddie; Robert Kirkpatrick, supervisor del Port Authority de sesenta y un años de edad que iba a jubilarse en noviembre; William Macko, supervisor mecánico de agencias de transporte de cuarenta y siete años de edad, cuya secretaria fue Monica Rodriguez; Stephen A. Knapp, jefe de mantenimiento de cuarenta y ocho años de edad casado con Louise que dejó a dos niños, Stephen, Jr. y Denise; John DiGiovanni, vendedor de productos dentales de cuarenta y cinco años de edad; y Wilfredo Mercado, agente de compra limeño de treinta y siete años de edad que llegó a Nueva York, donde conoció a Olga Mercado, con quien tuvo dos hijos, Yvette y Heydi.